# Cú vọ
Glaucidium cuculoides là một loài chim trong họ Strigidae.

## Hình ảnh

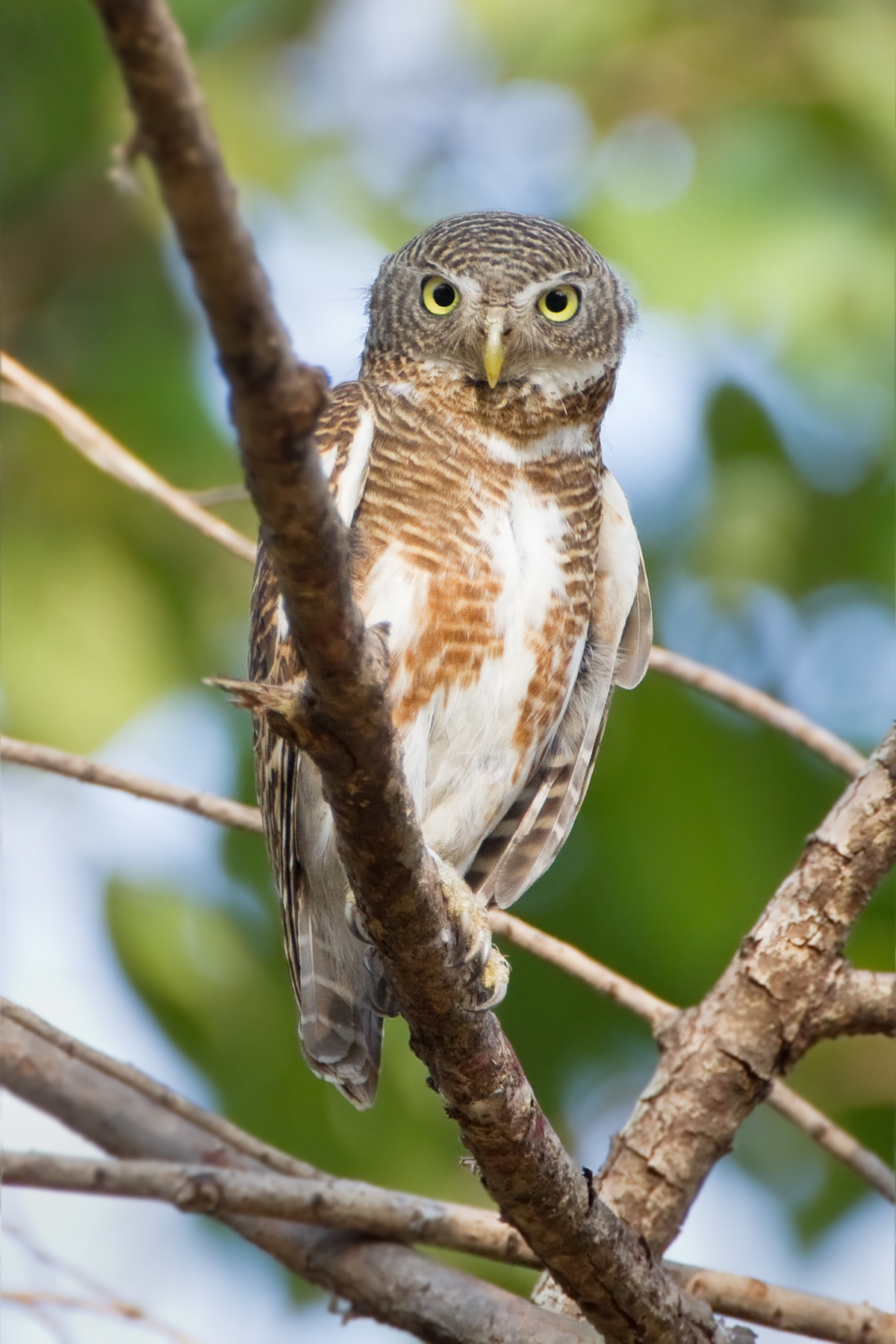
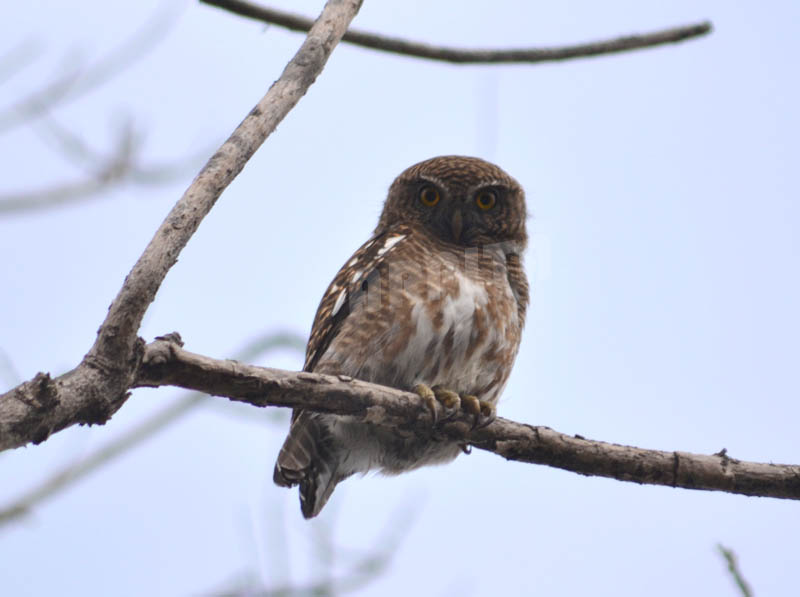
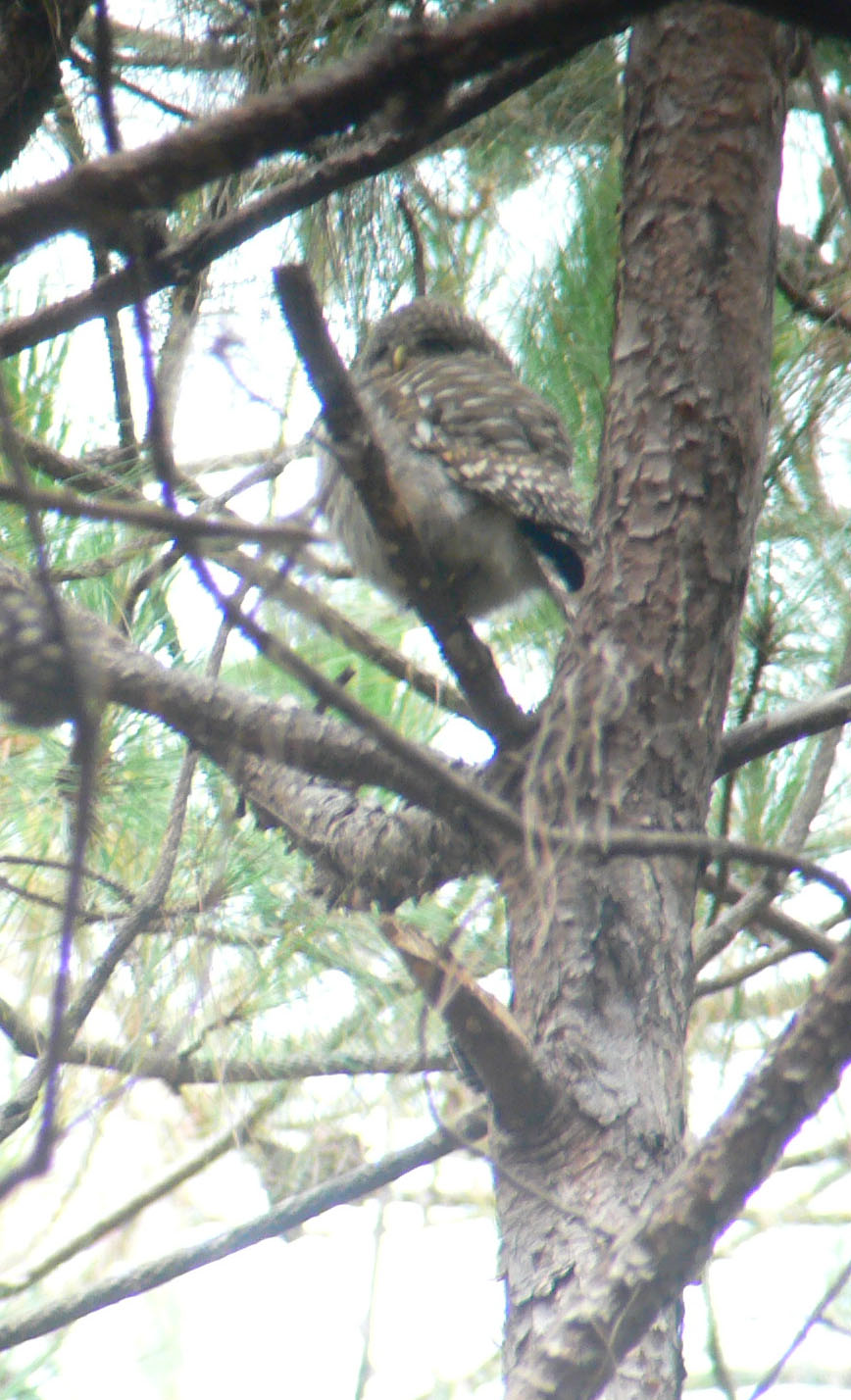
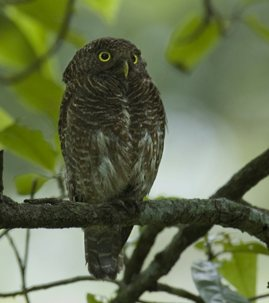